# Popivka, Zvenîhorodka
Popivka (în ucraineană Попівка) este o comună în raionul Zvenîhorodka, regiunea Cerkasî, Ucraina, formată numai din satul de reședință.

## Demografie
Componența lingvistică a comunei Popivka
     Ucraineană (97,84%)
     Rusă (2,16%)
Conform recensământului din 2001, majoritatea populației comunei Popivka era vorbitoare de ucraineană (97,84%), existând în minoritate și vorbitori de rusă (2,16%).